# His Duty
His Duty é um filme mudo norte-americano de 1909 em curta-metragem, do gênero drama, dirigido por D. W. Griffith. Baseado em um conto de O. Henry, foi um dos primeiros filmes estrelado por Mary Pickford.

## Elenco
- Kate Bruce ... Mrs. Jack Allen
- Frank Powell ... Jack Allen
- Owen Moore ... Bob Allen
- Robert Harron
- Arthur V. Johnson
- Marion Leonard
- Violet Mersereau
- David Miles
- Mary Pickford